# Џоана Фрогат
Џоана Фрогат (енгл. Joanne Froggatt; 23. август 1980) је енглеска телевизијска глумица. Од 1996, када је почела каријеру, па до 2013. глумила је искључиво у ТВ—серијама и ТВ—филмовима, од којих су најпознатији: Coronation Street, Lorna Doone, Island at War и Robin Hood. Ипак, најпознатија је по улози собарице Ане у серији Даунтонска опатија, за коју је била номинована за Награду Еми за најбољу споредну глумицу. Крајем 2012. године, Фрогатова је по први пут тумачила улоге на филму.